# Lien Deyers
Lien Deyers (anteriormente Nicolina Dijjers Spanier, nacida Nicolina Spanier; 5 de noviembre de 1909 – alrededor de 1965) fue una actriz holandesa con sede en Alemania.

## Primeros años
Lien Deyers nació como Nicolina Spanier en Ámsterdam el 5 de noviembre de 1909, la hija de Nathan Spanier, un profesor de piano (1857–1916), y Johanna Adriana Nicolina Liefjes, una modista (1889–1920). Tenía un medio hermano, Andries Liefjes, (1906–1960), que procedía de una relación anterior de Liefjes. Tras la muerte de Spanier, Johanna se casó con el hotelero Egbert Dijjers (1874–1948) y la familia se trasladó a La Haya.
A la temprana edad de cinco años, David Sluizer, propietario de un teatro y productor de cine de Ámsterdam, se fijó en su potencial, pero no entró en el mundo del cine. Deyers pasó la mayor parte de su infancia en La Haya hasta que su padrastro, Dijjers, se volvió a casar con la actriz austriaca Lotte Erol. Deyers viajó entonces entre La Haya, Viena (donde vivió la mayor parte de la familia) y Lausana, donde asistió a una escuela privada y aprendió francés con fluidez.

## Carrera
En agosto de 1926, el semanario austriaco Mein Film organizó un concurso para jóvenes talentos de la pantalla y Lien presentó su fotografía. Junto con otros veinte concursantes, fue elegida por el director Hans Otto para una prueba de cámara, que ganó. Posteriormente, durante una sesión de autógrafos en las oficinas de Mein Film en 1927, fue presentada al conocido director austriaco Fritz Lang, que necesitaba una joven rubia para su nueva película Spione, escrita por su esposa, la novelista y guionista Thea von Harbou. Lang la hizo viajar a Berlín para una prueba de cámara, y le dio un papel secundario y picante en Spione. La llamaron Lien Deyers porque Dijjers solía escribirse o pronunciarse mal en los países de habla alemana.
Lang le hizo firmar un contrato de seis años con los estudios UFA de Berlín. El contrato pronto resultó ser una mera esclavitud, y Deyers buscó una decisión judicial para ponerle fin. En noviembre de 1928, el tribunal falló a su favor, un veredicto celebrado por cientos de actores berlineses con contratos similares. A su vez, Lang apeló y se le concedió una indemnización de 10.000 marcos del Reich, a pagar en mensualidades. Deyers y Lang ya se habían caído mal durante el rodaje de Spione.
En los ocho años siguientes participó en nueve películas mudas y 25 sonoras, la mayoría comedias, algunas de ellas producciones francesas. Su popularidad inicial, sobre todo entre las mujeres, se debió a su papel sentimental en The Saint and Her Fool, de William Dieterle.
En 1934 se casó con el productor y director alemán de origen estadounidense Alfred Zeisler, que trabajaba en Alemania desde 1924. Lo había conocido cuando dirigió la película Sein Scheidungsgrund, en la que ella interpretaba al personaje principal. A partir de esta película, Deyers se concentró en la comedia, apareciendo sólo ocasionalmente en papeles dramáticos.
Deyers entró en conflicto con la nueva política de la Alemania nazi: Tuvo que adquirir la nacionalidad alemana para asegurarse papeles. La encasillaron en personajes típicamente «arios», como la rubia ejemplar de The Company's in Love (1932) y Gold (1934). Sobre todo, temía que los nazis descubrieran que era medio judía (su padre, Spanier, lo era). Como Zeisler también era judío, huyeron de Alemania en 1935. Zeisler se instaló en Gran Bretaña, y en 1936 dirigió a Cary Grant en The Amazing Quest of Ernest Bliss. Deyers viajaba entre Londres y La Haya, y en 1937 firmó para un papel importante en la película holandesa-italiana The Three Wishes. Por razones desconocidas, no interpretó el papel y se reunió con su marido en Londres en 1938. Para entonces, su matrimonio se tambaleaba y el divorcio era inevitable. En 1939, la pareja se trasladó a California, donde pronto se divorciaron.

## Últimos años
Deyers, que tenía fama de ser «extremadamente inestable mentalmente», no encontraba trabajo en Hollywood. Había muchos actores alemanes exiliados que competían por los pocos papeles que requerían acento extranjero. Desarrolló una adicción al alcohol y se apoyó económicamente en viejos contactos como el actor y director alemán William Dieterle y, en particular, el agente cinematográfico austriaco-estadounidense Paul Kohner y su Fondo Cinematográfico Europeo que había fundado para ayudar a los actores alemanes en el exilio. Durante un breve periodo, se casó tres veces más: con el agente de actores Frank Orsatti, uno de los hermanos Orsatti (que evidentemente tampoco pudieron involucrarla en el cine), de 1940 a 1942; con el peletero Victor Rubin, de 1944 a 1948; y con Lawrence Adlon, nieto del magnate hotelero berlinés Lorenz Adlon, en enero de 1951.
El 3 de agosto de 1949, Deyers solicitó la nacionalidad estadounidense.
El actor y cómico holandés Wim Sonneveld la conoció en 1957 durante el rodaje de Silk Stockings, con Fred Astaire y Cyd Charisse, en la que interpretaba un papel secundario. Al parecer, quedó impresionado por su aspecto.
Después de 1957, desapareció de la vida pública. En 1964 fue arrestada en Las Vegas por vagabundeo y alteración del orden público. En una entrevista posterior, su exesposo Zeisler estimó que había fallecido en 1965.

## Filmografía
- 1928: Spione, titulado al inglés Spies (muda; thriller dirigido por Fritz Lang, con Rudolf Klein-Rogge, Lien Deyers interpretó a Kitty)
- 1928: Haus Nummer 17, titulado al inglés Number 17 (muda; crimen/drama por Géza von Bolváry, con Deyers como el personaje principal Elsie Ackroyd)
- 1928: Die Heilige und ihr Narr, titulado al inglés The Saint and Her Fool (muda; drama romántico por y con William Dieterle, con Deyers interpretando al personaje principal Rosemarie von Brauneck)
- 1928-1929:[5] Rund um die Liebe (compilación con Deyers en recortes)
- 1929: Das Donkosakenlied (muda; opereta con Deyers como Natascha)
- 1929: Ich lebe für dich, titulado en inglés Triumph of Love  (muda; drama romántico por y con William Dieterle, Deyers como el personaje principal Nicoline)
- 1929: Frühlingsrauschen, titulado en inglés Rustle of Spring (muda; drama romántica por y con William Dieterle, Deyers como el personaje principal Viola)
- 1929: Le Capitaine Fracasse (muda; drama histórico por Alberto Cavalcanti, Deyers como el personaje principal Isabelle)
- 1930: Gehetzte Mädchen (muda; director Erich Schönfelder)
- 1930: Der Nächste, bitte! (muda; comedy by Erich Schönfelder, Deyers interpretando como Minchen Bangigkeit)
- 1930: Rosenmontag (drama por Hans Steinhoff, Deyers como el personaje principal Traute Reimann)
- 1930: Der Hampelmann (comedia por E. W. Emo, Deyers como el personaje principal Lissy)
- 1930: Das alte Lied (drama romántico Erich Waschneck, Deyers como el personaje principal Annerl Haslinger)
- 1931: Die Männer um Lucie, titulado en inglés The Men Around Lucy (drama por Alexander Korda, Deyers interpretó a Daisy)
- 1931: Der Mann, der seinen Mörder sucht, English title The Man in Search of His Murderer (comedia negra por Robert Siodmak, Deyers como el personaje principal Kitty junto con Heinz Rühmann)
- 1931: Sein Scheidungsgrund (comedia por Alfred Zeisler, con Deyers als Liane Roland)
- 1931: Der Herzog von Reichstadt, titulado al inglés The Duke of Reichstadt (drama histórico, Deyers como el personaje principal María Luisa)
- 1932: Durchlaucht amüsiert sich (comedia, Deyers como el personaje principal Maria)
- 1932: Hasenklein kann nichts dafür (1932) (comedia por Max Neufeld, Deyers como el personaje principal Das Mädchen Hasenklein)
- 1932: Melodie der Liebe, titulado en inglés Melody of Love (musical con Deyers interpretando junto con Richard Tauber)
- 1932: Die verliebte Firma, titulado en inglés The Company's in Love (comedia por Max Ophüls, Deyers como el personaje principal Gretl Krummbichler)
- 1933: Ist mein Mann nicht fabelhaft? (comedia, Deyers como el personaje principal Lu)
- 1933: Lachende Erben, titulado en inglés The Merry Heirs (comedia por Max Ophüls, Deyers como el personaje principal Gina junto con Heinz Rühmann)
- 1933: Die vom Niederrhein  (comedia, Deyers como el personaje principal Hanne Stahl)
- 1933: Die Fahrt ins Grüne (drama, Deyers como el personaje principal Lotte Krause junto con Hermann Thimig)
- 1934: Der Doppelbräutigam, English title The Double Fiance (comedia, Deyers como el personaje principal Eva)
- 1934: Ich sing' mich in dein Herz hinein (musical con Deyers interpretando a Doris)
- 1934: Gold (ciencia ficción con Hans Albers, Deyers interpretando a Margit Moller)
- 1934: Karneval und Liebe (comedia, Deyers como el personaje principal Loretta junto con Hermann Thimig)
- 1934: Der Vetter aus Dingsda, titulado en inglés The Cousin from Nowhere (opereta/comedia, Deyers como el personaje principal Julia)
- 1935: Ein ganzer Kerl (comedia, Deyers como el personaje principal Grete Bolle)
- 1935: I Love All the Women (comedia musical con Deyers como Susi junto con Jan Kiepura y Adele Sandrock)
- 1935: Punks Arrives from America (drama con Deyers como Marlis junto con Sybille Schmitz)
- 1935: Die selige Exzellenz, English title His Late Excellency (comedia con Deyers interpretando a Else)